# Comité de Representantes Permanentes de la Unión Europea
El Comité de Representantes Permanentes de los Gobiernos de los Estados miembros (COREPER) es un órgano interno del Consejo de la Unión Europea, con funciones políticas y administrativas, compuesto por un representante por cada Estados de la Unión, con rango de embajador o, en su caso, sus adjuntos, y por un representante de la Comisión Europea. Lo preside el representante del Estado que ejerce la presidencia rotatoria del propio Consejo.

## Funciones, composición y funcionamiento
El Coreper ocupa un lugar central en el sistema de toma de decisiones comunitario. Es a la vez un órgano de diálogo (diálogo entre los representantes permanentes y de cada uno de ellos con su capital), y de control político (orientación y supervisión de los trabajos de los grupos de expertos). 
Por ejemplo, se encarga del examen previo de los expedientes que figuran en el orden del día del Consejo (propuestas y proyectos de actos presentados por la Comisión). A su nivel, trata de llegar a un acuerdo sobre cada expediente; en caso contrario, puede presentar orientaciones al Consejo. 
Además, el orden del día de las reuniones del Consejo se elabora en función de la situación en que se hallen los trabajos del Coreper. Está dividido en puntos A, que se aprueban sin debate después de haber llegado a un acuerdo en el Coreper, y puntos B, que son objeto de debate.
Se divide en dos subcomités: 
- COREPER I consiste de los jefes de Misión Adjunto y se ocupa principalmente de cuestiones sociales.
- COREPER II se compone de los jefes de Misión y se ocupa en gran medida con cuestiones políticas, económicas, la política financiera y extranjeros.

Los representantes de la Secretaría del Consejo de las Direcciones pertinentes y de la Dirección de Asuntos Jurídicos también están presentes. También existe un Comité especial de agricultura.
Las reuniones semanales se llevan a cabo en privado, la agenda de la reunión se divide en 2 partes: temas programados sin debate y los programados para el debate.
Dividen a la agenda ministerial en tres categorías:
- puntos I que son para la información y la decisión ministerial no es necesario;
- puntos A donde puede ser la decisión adoptada sin debate (pero tiene que ser puesto fuera de la agenda de esta reunión en su caso la delegación nacional se opone a que se decida) y es a menudo sobre un tema fuera de la responsabilidad detallada del grupo especial de ministros;
- puntos B donde el debate es necesario y la decisión no puede ser conocidos de antemano.

Un elemento puede ser descrito internamente como un punto B falsa - esto es para dar la impresión pública como un punto B que los ministros están debatiendo activamente debido a su importancia cuando en realidad podría haber sido tratada como un punto A, porque la negociación y el compromiso se ha ya han tenido lugar en el COREPER. Relativamente pocas decisiones son adoptadas por los ministros sobre los puntos B cierto: por lo general son enviados de vuelta al COREPER hasta que puedan ser devueltos como punto A o punto B falso.
Las deliberaciones y decisiones del propio Consejo en el marco del procedimiento de codecisión, al contrario que el resto de las reuniones del Consejo, incluyendo el COREPER y al Consejo los grupos de trabajo, público.
Coreper I, compuesto por los representantes permanentes adjuntos, prepara el terreno para las siguientes formaciones del Consejo:
- Empleo, Política Social, Sanidad y Consumidores;
- Competitividad (mercado interior, industria, investigación y turismo);
- Transporte, Telecomunicaciones y Energía;
- Agricultura y Pesca;
- Medio ambiente;
- Educación, Juventud y Cultura (incluidos los audiovisuales);

Coreper II, compuesto por los Representantes Permanentes, se prepara para las otras configuraciones:
- Asuntos Generales y *(incluida la seguridad europea y la política de defensa y cooperación al desarrollo);
- Asuntos Económicos y Financieros (incluido el presupuesto);
- Justicia y Asuntos de Interior (incluida la protección civil).